# Мухаммади
Мухаммади (работал в Мешхеде, Казвине, и Герате в 1560-х — 1590-х годах) — персидский художник.

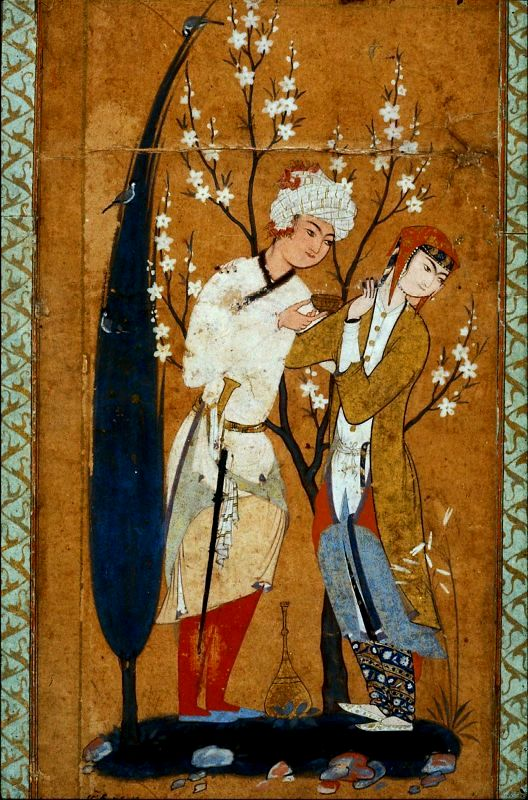
Мухаммади. Влюблённые у ручья.
1570-е годы. Бостон, МИИ

Имя Мухаммади упоминается только турецким хронистом Мустафой Дафтари (Али Эфенди) в его трактате «Манакиб и-Хунарваран» («Похвальные качества людей талантливых») в 1587 году, причём автор путает Мухаммади с сыном известного персидского художника Султана Мухаммеда — Мирзой Али Мухаммади, который принял титул «Мухаммади» в честь своего отца. Сефевидские хронисты игнорировали имя художника, по всей вероятности, потому, что он, живя в Герате, выполнял заказы врагов Сефевидов — узбекских ханов, то есть, считали его изменником. Начало творческой карьеры художника пришлось на тот момент, когда шахская китабхане в Тебризе увяла из-за потери интереса к живописи со стороны шаха Тахмаспа I, художники разъехались кто куда, и большая часть из них нашла покровителя в лице племянника шаха Тахмаспа, губернатора Мешхеда Ибрагима Мирзы. Именно там, среди замечательных мастеров, собравшихся в мастерской принца Ибрагима — Ага Мирека, Абд аль-Азиза, Музаффара Али, Мирзы Али и Шейх Мухаммада — произошло становление художника. Причём в качестве катализаторов новаций выступали двое последних в этом списке — Мирза Али и Шейх Мухаммад — поскольку они незадолго до поступления в китабхане Ибрагима Мирзы некоторое время поработали в мастерской могольского двора, куда совершили краткий вояж и набрались новых идей. Исследователи считают, что в известном списке «Хафт Ауранг» («Семь престолов») Джами (ок. 1571), созданном по заказу Ибрагима Мирзы, Мухаммади принял участие, пусть и скромное.

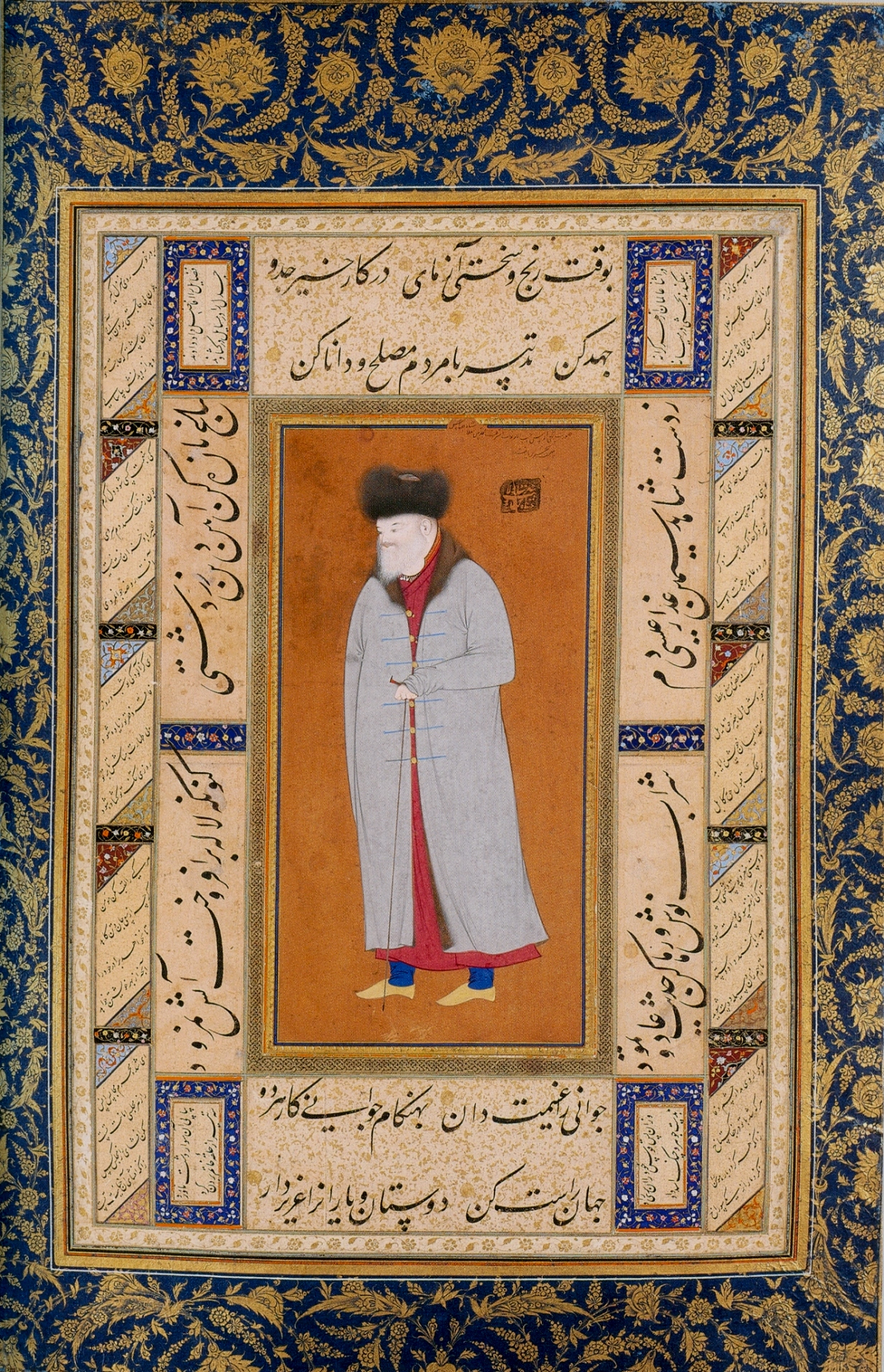
Мухаммади. Портрет русского посла (Григорий Борисович Васильчиков?)
1580-е годы. Музей Топкапы Сарай

Вскоре Ибрагим Мирза попал в немилость, шах Тахмасп перевёл его губернаторствовать в небольшой городок Сабзавар, где он пребывал до 1574 года, когда опала кончилась. В 1576 году шах Тахмасп скончался. Наследником стал его сын Исмаил II (1576—1577), человек крайне неуравновешенный, которого привела на трон дочь Тахмаспа принцесса Пари-хан Ханум (её портрет, созданный Мухаммади, дошел до наших дней). Исмаил II казнил Ибрагима Мирзу, поскольку тот поддерживал иного кандидата на престол. В то же время новый шах попытался возродить былую славу шахской китабхане. Однако, этим планам не дано было осуществиться, поскольку в 1577 году Исмаил II был отравлен, а его место занял полуслепой Мухаммад Худабенде (ок. 1577—1588), который из-за своего недуга был абсолютно равнодушен к живописи. Мухаммади, подобно другим художникам казвинской китабхане, чтобы прокормить себя, вынужден был покинуть столицу, и в дальнейшем жил в Герате. Однако ещё до отъезда Мухаммади принял участие в иллюстрировании «Гулистана» Саади, заказанного Хамза Мирзой (1566—1586), молодым вельможей, который тоже имел виды на персидский трон. В рукописи, ныне разобранной на отдельные листы, Мухамади приписывают четыре миниатюры.

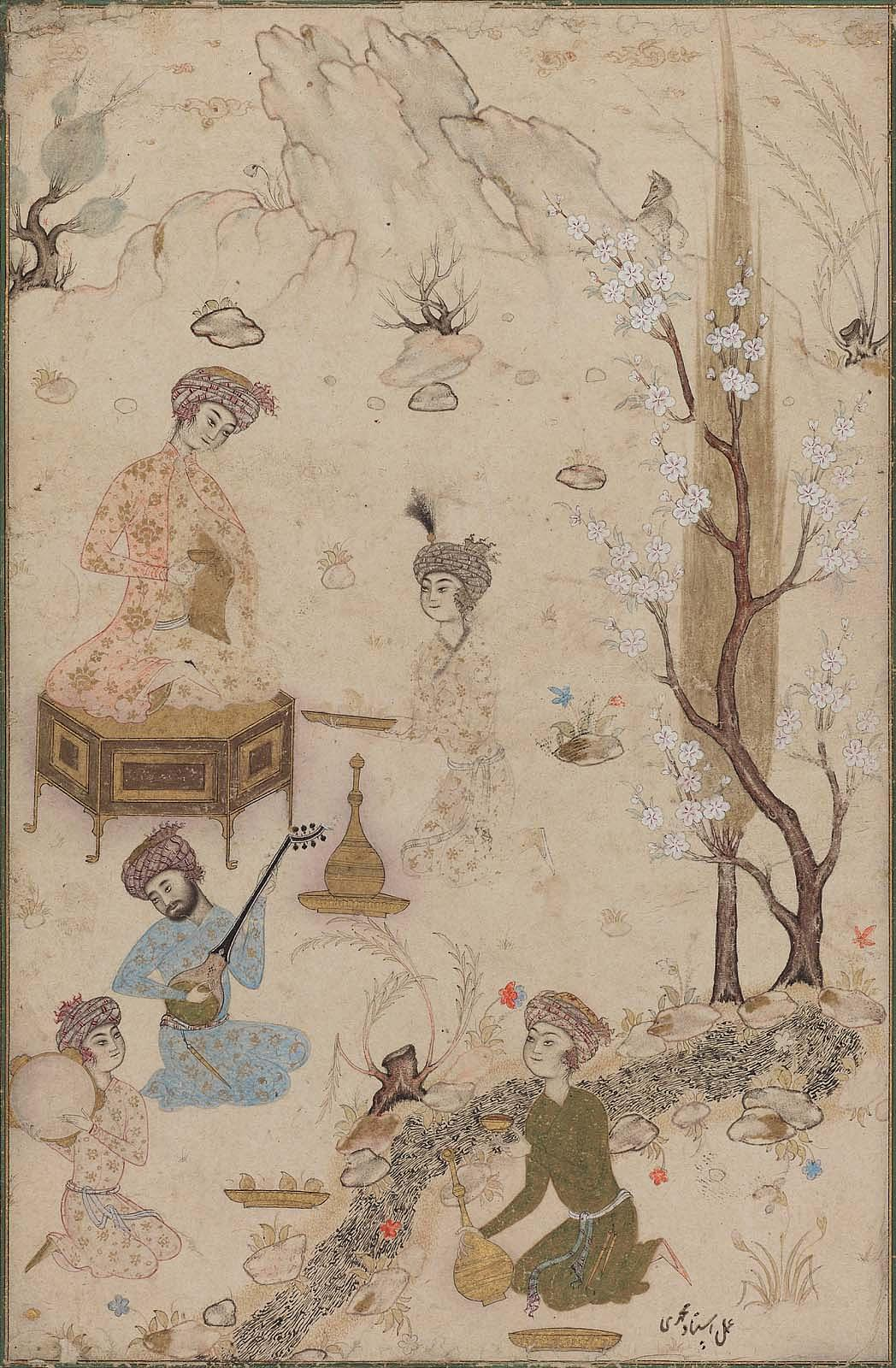
Мухаммади. Концерт для Хамза Мирзы.
1584 год. Бостон, МИИ

В связи с тем, что не стало главного патрона-заказчика — персидского шаха, художники вынуждены были больше работать «для рынка», то есть создавать продукцию, пользующуюся спросом среди иных слоев населения. Изменилась и живописная техника. Художники стали создавать больше рисунков с лёгкой подкраской (то есть краски налагались не так густо, как в классической персидской миниатюре, а так, как это делается в акварельных набросках), они исполнялись на отдельных листах, часто для альбомов-муракка. Причём новая техника живописи предполагала правильное нанесение рисунка сразу, поскольку огрехи уже невозможно было закрасить, как в классической миниатюре. Это требовало более высокой квалификации художника. Одним из зачинателей этих новаций был Мухаммади.
Поскольку художник в 1580-е годы уже имел известное имя, его приглашали для участия в иллюстрировании манускриптов различные придворные. Известно, что 1582 году он работал над рукописью для Мирзы Салмана, могущественного царедворца, подмявшего под себя кызылбашей и армию, и женившего принца Хамза Мирзу на своей дочери (в 1583 году он был убит кызылбашскими эмирами). Примерно в это же время Хамза Мирза пригласил художника Фаррух Бека завершить работу над незаконченной рукописью «Хафт Ауранг» («Семь престолов») Джами, начатую ещё при Ибрагиме Мирзе. Поскольку Фаррух Бек вскоре уехал к могольскому двору, рукопись заканчивал Мухаммади, живя в Герате. В 1586 году Хамза Мирза был убит собственным цирюльником, которого подкупил кто-то из мятежных эмиров.
В 1588 году Герат был захвачен узбеками во главе с Абдулла-ханом, назначившим губернатором города Кулбаба кукельдаша. В 1598 году он тоже был убит по приказу последнего шейбанида хана Абд ал-Мумина. Довольно странно, но никто из заказчиков Мухаммади не умер своей смертью. К узбекскому периоду, то есть, ко времени правления Кулбаба кукельдаша, относят участие художника в иллюстрировании «Гулистана» («Розовый сад») Саади (ок. 1590).
Мухаммади оставил довольно обширное наследие. Ему сегодня приписывается, по меньшей мере, 28 произведений, хранящихся в разных музеях и частных коллекция мира. Среди них три миниатюры из рукописи Джами, хранящиеся в Российской Национальной Библиотеке, Санкт-Петербург.
Зрелое творчество Мухаммади находилось под влиянием Фаррух Бека, тем не менее его произведения послужили основой для развития персидской живописи следующим поколением художников. Некоторые исследователи считают, что он был основателем нового направления (или школы) в живописи, поскольку его работы на отдельных листах резко отличаются от традиционной персидской живописи его времени. Прославленный мастер XVII века Риза-йи-Аббаси копировал его произведения («Портрет юноши» от 1625 года, Британская библиотека, Лондон; см. «Персидская живопись»). Мухаммади имел высочайшую репутацию среди персидских художников, именовавших его «Бехзадом нашего времени».